# Église Saint-Jean de Forcalquier
Pour les articles homonymes, voir Église Saint-Jean.
L'église Saint-Jean est une église romane située à Forcalquier dans le département des Alpes-de-Haute-Provence.
Elle tombe en ruines petit à petit.

## Histoire
Certains auteurs du XIXe siècle (Léon de Berluc-Pérussis) considéraient que l'église Saint-Jean avait pu être un ancien baptistère. Depuis le milieu du XXe siècle, les auteurs, sans rejeter cette hypothèse, considèrent qu'elle est trop fragile et ne repose que sur un vocable incomplet (sans les mentions de Saint-Jean-Précurseur ou Baptiste, par exemple) et sur une absence de preuve archéologique,.
Au XIe siècle, l'évêque de Sisteron Géraud Chabrier l'inclut dans le temporel de la concathédrale de Forcalquier. Il est difficile de savoir si elle était à l'époque une paroisse de Forcalquier, dans l'enceinte du bourg, comme le soutiennent Berluc-Perlussis, Guy Barruol et d'autres auteurs, ou au contraire une paroisse rurale, selon Jean-Yves Royer. Mariacristina Varano, s'appuyant sur l'orientation des monuments construits à l'apogée du Moyen Âge forcalquiéren (fortifications et concathédrale Saint-Mari), penche pour une paroisse urbaine sur le versant sud de la colline, implantée à Saint-Jean.
La plupart des auteurs considèrent qu'elle est construite aux XIIe et XIIIe siècles. Selon Raymond Collier, le chœur serait de la fin du XIe ou du début du XIIIe siècle, la nef et la façade étant construites un siècle plus tard.
La crise du XIVe siècle (guerre de Cent Ans et guerres parallèles, peste noire) provoque une baisse de population et une baisse des revenus de l'église Saint-Jean : sa paroisse est supprimée et réunie à Notre-Dame-du-Bourguet en 1415. Elle n'est pas abandonnée, puisque des messes ont lieu aux XIVe et XVe siècles. Une partie de la voûte commence néanmoins de s'écrouler au XVIIe siècle et des travaux ont lieu pour les pénitents bleus au XVIIe siècle. Elle est à nouveau abandonnée avant la Révolution française,.
Avec le régime concordataire, elle est à nouveau affectée à une confrérie de pénitents fusionnant les pénitents gris et les pénitents bleus. Enfin, elle est désaffectée en 1937.
La voûte des deux premières travées s'est effondrée au XXe siècle et actuellement, elle continue de tomber en ruines.

## Architecture
Dans son état actuel, on peut considérer que l'église Saint-Jean est une reconstruction romane des XIIe – XIIIe siècle.
Parfaitement orientée, l'église est longue de 26 m et large de 10 m. La nef comporte cinq travées, les quatre travées orientales étant longues de 3 à 3,7 m et la travée occidentale de 5,6 m. Voûtée en berceau brisé, la nef est éclairée par trois fenêtres à double ébrasement, parfaitement appareillées et à piédroits harpés. La fenêtre occidentale a été démontée et reconstruite un peu plus haut lors de l'aménagement de la tribune au XVIIe siècle au XVIIe siècle.
La nef débouche dans une abside semi-circulaire profonde de 4 m et voûtée en cul-de-four, qui elle est plutôt orientée au nord. Ce décalage se traduit par un arc triomphal désaxé par rapport à la nef. Deux explications peuvent être avancées :
- soit l'abside appartient à une construction plus ancienne, orientée vers le nord. Les constructeurs de l'église ont voulu conserver le chœur ancien, et ont donc aménagé une travée irrégulière pour rattraper les différences d'orientation ;
- soit les différences d'orientation sont dues à la pente : on observe les mêmes dispositions dans quelques églises du secteur, dont chapelle Saint-Donat de Montfort et Notre-Dame-du-Bourguet à Forcalquier.

La première hypothèse s'appuie sur des anomalies de l'abside : le mur extérieur est en partie aplati, ce qui cause un amincissement. Les appareils sont également différents entre ce tronçon et le reste de l'élévation de l'abside. On observe aussi un jour aujourd'hui condamné, et qui peut correspondre à un jour axial d'un édifice orienté au nord ou au nord-est. Cependant, Guy Barruol, dans son étude architecturale du bâtiment, attribue l'abside à la même campagne que les deux travées orientales.
La façade est fissurée, à la suite de l'effondrement partiel de la voûte. Construite avec soin et des matériaux de bonne qualité, elle est cependant peu ornée. Le portail est simplement surmonté de deux voussures crénelées, et encadrées par une frise de pointes de diamant. Il est surmonté d'un oculus. Cette façade doit dater de la fin du XIIe ou du début du XIIIe siècle.
Fragilisée par le percement d'ouvertures dans le mur sud, la voûte des deux premières travées s'est effondrée. Après quelque temps passé sans protection, un toit métallique a été construit. Des murets coupent le volume intérieur : ils ont été édifiés au XXe siècle pour tenter de stabiliser la construction.
Trois départs de murs orthogonaux subsistent sur le mur nord : il peut s'agir d'arcs rampants supprimés par la suite.